# Liste der Monuments historiques in Drudas
Die Liste der Monuments historiques in Drudas führt die Monuments historiques in der französischen Gemeinde Drudas auf.

## Liste der Bauwerke
| Bezeichnung | Beschreibung                  | Standort | Kennzeichnung | Schutzstatus | Datum | Bild |
| ----------- | ----------------------------- | -------- | ------------- | ------------ | ----- | ---- |
| Schloss     | Erbaut im 18./19. Jahrhundert | (Lage)   | PA31000088    | Inscrit      | 2010  |      |

## Liste der Objekte
- Monuments historiques (Objekte) in Drudas in der Base Palissy des französischen Kultusministeriums